# Nagelweißstift
Ein Nagelweißstift ist ein Gerät in Stiftform, das zur Pflege der menschlichen Nägel verwendet wird.
Die Mine ist gewöhnlich weiß und enthält vorzugsweise Schlämmkreide und/oder Gips. Weitere Inhaltsstoffe können Parfümöle oder Lipide zur Nagelpflege sein. Ein Nagelweißstift wird gerne bei der French Manicure angewandt, um ein natürliches gepflegtes Aussehen der Nägel zu unterstützen. Die Anwendung erfolgt mit einer leichten Befeuchtung der Stiftspitze und darauffolgender Nachzeichnung der Innenseite der Nagelspitze. Moderne Trends variieren den klassischen French-Manicure-Look, so dass Nagelweißstifte auch in verschiedenen Farben zu haben sind. Sie sind in der Regel wasserlöslich, so dass sie wiederholt aufgetragen werden müssen.